# لياندرو غوايتا
لياندرو غوايتا (بالإسبانية: Leandro Guaita)‏ هو لاعب كرة قدم أرجنتيني في مركز الوسط، ولد في 19 مايو 1986 في لابلاتا في الأرجنتين. لعب مع إستوديانتيس دي لا بلاتا وإنديبندينتي ديل فال وفيهين فيسبادن ونادي بازل ونادي بيدا ونادي شنجن ونادي فيكتوريا.

## وصلات خارجية
- لياندرو غوايتا على موقع قاعدة بيانات كرة القدم.إي يو (الإنجليزية)
- لياندرو غوايتا على موقع عالم كرة القدم.نت (الإنجليزية)